# Cortodera discolor
Cortodera discolor là một loài bọ cánh cứng trong họ Cerambycidae.